# Giovanni di Svevia
Giovanni di Svevia, detto il Parricida (1290 circa – 1313 (presunta)), fu duca di Svevia dal 1294 al 1313.

## Biografia
Giovanni di Svevia nacque attorno al 1290, ultimogenito di Rodolfo II d'Asburgo e di Agnese di Boemia (1269-1296). Grazie al padre e alla madre, Giovanni era imparentato con potenti famiglie reali: la madre era infatti figlia di Ottocaro II di Boemia della dinastia dei Přemislidi, mentre per parte di padre era nipote dell'imperatore Rodolfo I d'Asburgo. Giovanni passò la propria infanzia fra la Boemia e la città di Brugg, nelle terre del ducato di Svevia, di cui risulta titolare già dal 1294. Rodolfo era stato costretto a rinunciare ai territori degli Asburgo che si trovavano in Austria e in Stiria a favore del fratello Alberto I d'Asburgo secondo il trattato di Rheinfelden del 1283. Secondo gli accordi, Rodolfo avrebbe dovuto ricevere a titolo di compensazione delle terre nell'Austria Anteriore, senza però venirne effettivamente in possesso giacché Giovanni si sentì privato di parte della propria eredità.
Quando raggiunse la maggiore età, Giovanni chiese allo zio Alberto - che nel 1298 era diventato imperatore, venendo preferito ad Adolfo di Nassau - parte delle proprietà di famiglia. I suoi desideri non vennero esauditi e nemmeno gli furono date le terre che già erano state promesse al padre. Nel 1306, Alberto mise uno dei suoi figli, Rodolfo I di Boemia, sul trono di Boemia, negando a Giovanni la possibilità della successione.

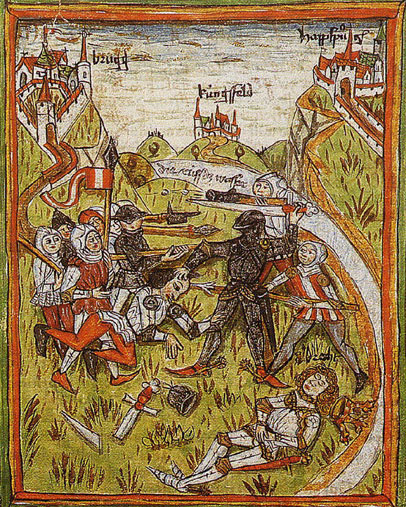
Scena dell'assassinio di re Alberto tratta dalla Cronaca austriaca dei 95 regni (1495-98).

Il 30 aprile 1308 Alberto diede un ricevimento nella città di Winterthur e fece scalpore il rifiuto che Giovanni oppose nel ricevere una ghirlanda dallo zio. Il giorno dopo Alberto si separò dal proprio seguito mentre attraversava il Reuss nei pressi di Windisch, venendo attaccato dal nipote e da altri cospiratori. Per sfuggire all'ira dei cugini, Giovanni dovette darsi alla macchia e da quel momento il suo destino è, di fatto, ignoto. In quello stesso anno i principi elessero Enrico VII di Lussemburgo quale successore di Alberto e il nuovo imperatore mise Giovanni al bando. Si presume che egli sia fuggito in Italia dove, si dice, fu visitato dallo stesso Enrico in un convento di Pisa.
Con la sconfitta di Federico I d'Asburgo alla battaglia di Mühldorf del 1322, gli Asburgo non furono in grado di rimettere le mani sulla corona imperiale fino all'arrivo di Alberto II d'Asburgo nel 1438: con l'assassinio dello zio Alberto I d'Asburgo, Giovanni fece andare a monte il primo tentativo della Casa d'Asburgo di imporre un regime ereditario per il titolo di imperatore.

## La musica e le opere
Giovanni di Svevia venne ripreso come personaggio da Friedrich Schiller per il suo Guglielmo Tell nel 1804. Nel 1838 la poetessa Annette von Droste-Hülshoff scrisse un poema, Der Graf von Thal. Nel 1846 venne messa in musica da Johann Carl Gottfried Loewe la ballata Der Mönch zu Pisa  scritta da Johann Nepomuk Vogl. Esistono due drammi storici con Giovanni protagonista, Johann von Schwaben di August Gottlieb Meißner del 1770 e un altro omonimo del 1870 ad opera di Julius Grosse (25 aprile 1828-9 maggio 1902).

## Ascendenza
|                       |                       |                         | Genitori                 |  |  | Nonni |  |  | Bisnonni             |  |  | Trisnonni          |  |
|                       |                       |                         |                          |  |  |       |  |  | Alberto IV il Saggio |  |  | Rodolfo il Vecchio |  |
|                       |                       |                         |                          |  |  |       |  |  | Alberto IV il Saggio |  |  | Rodolfo il Vecchio |  |
|                       |                       | Agnese di Staufen       |                          |  |  |       |  |  | Alberto IV il Saggio |  |  |                    |  |
| Rodolfo I d'Asburgo   |                       |                         |                          |  |  |       |  |  | Alberto IV il Saggio |  |  |                    |  |
|                       |                       | Edwige di Kyburg        | …                        |  |  |       |  |  |                      |  |  |                    |  |
|                       |                       | Edwige di Kyburg        | …                        |  |  |       |  |  |                      |  |  |                    |  |
|                       |                       | Edwige di Kyburg        | …                        |  |  |       |  |  |                      |  |  |                    |  |
| Rodolfo II d'Asburgo  |                       | Edwige di Kyburg        |                          |  |  |       |  |  |                      |  |  |                    |  |
|                       |                       | Burcardo V di Hohenberg | Burcardo IV di Hohenberg |  |  |       |  |  |                      |  |  |                    |  |
|                       |                       | Burcardo V di Hohenberg | Burcardo IV di Hohenberg |  |  |       |  |  |                      |  |  |                    |  |
|                       |                       | Burcardo V di Hohenberg | Valpurga di Aichelberg   |  |  |       |  |  |                      |  |  |                    |  |
| Gertrude di Hohenberg |                       | Burcardo V di Hohenberg |                          |  |  |       |  |  |                      |  |  |                    |  |
|                       |                       | Matilde di Tubinga      | Rodolfo II di Tubinga    |  |  |       |  |  |                      |  |  |                    |  |
|                       |                       | Matilde di Tubinga      | Rodolfo II di Tubinga    |  |  |       |  |  |                      |  |  |                    |  |
|                       |                       | Matilde di Tubinga      | ? di Ronsberg            |  |  |       |  |  |                      |  |  |                    |  |
| Giovanni di Svevia    |                       | Matilde di Tubinga      |                          |  |  |       |  |  |                      |  |  |                    |  |
|                       | Venceslao I di Boemia | Ottocaro I di Boemia    |                          |  |  |       |  |  |                      |  |  |                    |  |
|                       | Venceslao I di Boemia | Ottocaro I di Boemia    |                          |  |  |       |  |  |                      |  |  |                    |  |
|                       | Venceslao I di Boemia | Costanza d'Ungheria     |                          |  |  |       |  |  |                      |  |  |                    |  |
| Ottocaro II di Boemia | Venceslao I di Boemia |                         |                          |  |  |       |  |  |                      |  |  |                    |  |
|                       |                       | Cunegonda di Svevia     | Filippo di Svevia        |  |  |       |  |  |                      |  |  |                    |  |
|                       |                       | Cunegonda di Svevia     | Filippo di Svevia        |  |  |       |  |  |                      |  |  |                    |  |
|                       |                       | Cunegonda di Svevia     | Irene Angela             |  |  |       |  |  |                      |  |  |                    |  |
| Agnese di Boemia      |                       | Cunegonda di Svevia     |                          |  |  |       |  |  |                      |  |  |                    |  |
|                       |                       | Rotislav IV di Kiev     | Michele I di Kiev        |  |  |       |  |  |                      |  |  |                    |  |
|                       |                       | Rotislav IV di Kiev     | Michele I di Kiev        |  |  |       |  |  |                      |  |  |                    |  |
|                       |                       | Rotislav IV di Kiev     | Maria Romanovna          |  |  |       |  |  |                      |  |  |                    |  |
| Cunegonda di Slavonia |                       | Rotislav IV di Kiev     |                          |  |  |       |  |  |                      |  |  |                    |  |
|                       |                       | Anna d'Ungheria         | Béla IV d'Ungheria       |  |  |       |  |  |                      |  |  |                    |  |
|                       |                       | Anna d'Ungheria         | Béla IV d'Ungheria       |  |  |       |  |  |                      |  |  |                    |  |
|                       |                       | Anna d'Ungheria         | Maria Lascaris           |  |  |       |  |  |                      |  |  |                    |  |
|                       |                       | Anna d'Ungheria         |                          |  |  |       |  |  |                      |  |  |                    |  |